# Arlie W. Schorger
Arlie William Schorger (6 de setembro de 1884 - 26 de maio de 1972) foi um pesquisador químico e empresário que também fez contribuições para a área da ornitologia. Seu trabalho de química notável envolveu principalmente o uso da madeira e a impermeabilização. Seu único livro de química foi The chemistry of cellulose and wood, além de 34 patentes.
Schorger também atuou como ornitólogo. Seu primeiro grande trabalho sobre ornitologia apareceu em 1929-1931. Em 1951 tornou-se membro da American Ornithologists' Union, publicando The Passenger Pigeon: Its Natural History and Extinction (1955) e The Wild Turkey: Its History and Domestication (1966). Ele também fez alguns trabalhos sobre mamíferos. Em 1958 ele ganhou a Medalha Brewster.

## Biografia
Arlie William Schorger nasceu em Republic (Ohio), em 6 de setembro de 1884. Ele freqüentou o Wooster College, recebendo um Bacharelado em Filosofia em Química. Ele conseguiu um cargo de assistente na Ohio State University e mais tarde se formou lá com um Master of Arts em 1908. Assumiu um emprego no Bureau of Standards em Washington, DC, testando materiais para garantir que eles aderissem às especificações nacionais. Schorger rapidamente se cansou desse trabalho e conseguiu um emprego como químico assistente no Bureau of Internal Revenue. Foi transferido para o Laboratório de Produtos Florestais do Serviço Florestal dos EUA em Madison, Wisconsin. Lá, ele analisou amostras de madeira de árvores e fez pós-graduação na vizinha Universidade de Wisconsin-Madison.
Schorger se formou com um Ph.D. em 1916 com uma tese sobre óleos de árvores coníferas. Ele foi contratado pelo CF Burgess Laboratories como Diretor de Pesquisa Química. Schorger recebeu várias patentes por seu trabalho na produção de ácido múcico e lignina, gelatina de madeira e impermeabilização. Ele publicou seu único livro de química, The Chemistry of Cellulose and Wood, em 1926. Quando a empresa desmembrou a Burgess Cellulose Company em 1931, Schorger foi nomeado seu presidente, supervisionando sua fábrica em Freeport, Illinois, e seus escritórios em Madison. Aposentou-se da química em 1950 com trinta e quatro patentes em seu nome.
Naturalista ao longo da vida, Schorger decidiu mudar o foco de sua carreira e seguir o campo de gestão da vida selvagem. Schorger fez anotações de campo sobre aves de 1912 a 1971, fazendo viagens todos os domingos. Tornou-se membro da American Ornithologists' Union (AOU) em 1913 e publicou seu primeiro artigo ornitológico em 1931. A AOU o nomeou Fellow em 1951, e Schorger serviria em seu conselho de 1959 a 1962. Schorger foi nomeado Professor of Wildlife Management em Wisconsin-Madison em 10 de novembro de 1951. Ele lecionou por quatro anos até sua aposentadoria em 1955, ao qual foi conferido o posto de professor emérito.
Sua coleção de mais de 700 peles de pássaros e outros animais, principalmente do condado de Dane, foi doada para Wisconsin-Madison pouco antes de sua morte. Ele foi o primeiro a preservar a pele de um puma encontrado em Wisconsin e a apresentou ao Lawrence College. Schorger também coletou livros sobre ornitologia e mamíferos, eventualmente acumulando 600 volumes. Esta coleção também foi doada para Wisconsin-Madison. Schorger publicou The Passenger Pigeon: Its Natural History and Extinction em 1955 e The Wild Turkey: Its History and Domestication em 1966. O anterior foi o primeiro livro a ser publicado sobre a história e extinção do pombo-passageiro. De 1956 a 1959, Schorger atuou no conselho de administração da National Audubon Society.
Schorger casou-se com Margaret F. Davison em 1912. Eles tiveram dois filhos: William Davison, professor da Universidade de Michigan, e John Roger, professor da Metropolitan State University. Após sua morte em 1962, Schorger mudou seu testamento para fornecer um legado para uma bolsa de estudos Margaret Davison Schorger em arte italiana. Ele ficou 90% cego após uma hemorragia retiniana em 1971. Pouco tempo depois, descobriu-se que ele tinha câncer de bexiga inoperável, então quebrou o braço em janeiro de 1972. Schorger morreu em 26 de maio de 1972.